# 簡慧榆
簡慧榆（英語：Willy Kan Wai Yu，1978年6月17日—1999年3月21日），香港見習女騎師，於1999年3月21日在沙田馬場出賽時墮馬身故。她曾就讀路德會呂明才中學，生前跟隨練馬師簡炳墀學藝，簡慧榆出道時只有19歲，因外表溫文儒雅而廣受馬迷歡迎，故被冠以「簡小妹」稱號，不少馬迷在她離世多年後仍在網上發起悼念，而簡炳墀的住所亦一直掛着簡慧榆當年奪得從騎首捷後的合照。

## 簡介
1997年，簡慧榆獲發香港馬會見習騎師牌照，並跟隨練馬師簡炳墀學習，於1997年12月20日首次出賽，首匹出賽馬為簡廄「大家旺」。在師父的全力栽培下，簡慧榆的表現有重大進步。1998年2月1日，她終於憑簡廄「夠威先生」（16倍）獲得首場勝利。同年5月30日，策騎「同興旺」勝出她首項級際賽皇太后盃。首季取得10場頭馬，次季未完取得6場頭馬。
1998年7月，簡慧榆到英國希鐸馬場出賽，贏得頭馬後卻墮馬受傷，導致右眼視網膜脫落，三個月後才康復，但該次意外並沒有打擊她的膽量和信心。
1999年3月7日的香港打吡大賽中，簡慧榆獲愛倫提供「君子」策騎，成為香港賽馬職業化以來，首次有女騎師在打吡大賽中上陣。
她與江碧蕙、余詠詩、鍾麗芳曾被馬迷戲稱為「馬圈四朵金花」。

## 墮馬身亡
1999年3月21日，沙田馬場受天雨影響，但在這次賽事之前八日，馬會便因草地跑道受天雨影響而臨場取消了餘下賽事。當日第三場賽事，簡慧榆策騎黃汝安馬房的「漢廷之寶」出戰五班草地1400米賽事。當「漢廷之寶」跑近900米處時，失蹄跌倒，並將簡慧榆拋下，後隨的馬匹閃避不及而踢中了她，她重傷陷入昏迷。
簡慧榆倒臥在賽道上毫無反應，在馬場當值的聖約翰救傷隊及馬會醫生即時對她進行急救，她之後被送往威爾斯親王醫院搶救。時任香港賽馬會主席李福深隨後趕往醫院了解情況。經過兩個多小時的搶救，簡慧榆終告傷重死亡，終年20歲。當日下午5時30分，李福深在馬會行政總裁黃至剛陪同下，在醫院向傳媒宣布簡慧榆的死訊，馬會亦即時取消當日最後一場賽事以示對簡慧榆的哀悼。這是繼戴萊在1984年墮馬身亡以來，香港再次有騎師死於墮馬意外。簡慧榆下葬於將軍澳華人永遠墳場。

## 策騎成績
| 年度        | 冠 | 亞 | 季 | 殿 | 第五 | 出賽次數 | 所贏獎金（港元） | 備註                 |
| ----------- | -- | -- | -- | -- | ---- | -------- | ---------------- | -------------------- |
| 1997 - 1998 | 10 | 10 | 9  | 13 | 9    | 145      | $                | 策騎首季             |
| 1998 - 1999 | 6  | 7  | 4  | 5  | 7    | 74       | $                | 第2季 (季內墮馬身亡) |
| 總計        | 16 | 17 | 13 | 18 | 16   | 219      |                  |                      |

## 逝世後的紀念與事件

### 悼念活動
簡慧榆在賽事中墮馬身亡，逝世時年僅20歲，成為香港馬壇一大憾事。香港賽馬會為了表示對簡慧榆的懷念，在她逝世後設立了「簡慧榆紀念盃」，並於1999/2000年度開始頒發給該季的冠軍見習騎師。於2001年的季終頒獎禮上，當時香港賽馬會主席李福深在頒發此奬盃前簡短講了一句：「我相信大家都很懷念Willy Kan（簡慧榆）」，才把奬盃頒給該季冠軍見習騎師鄭雨滇。「簡慧榆紀念盃」一直頒發至2015年，於2016年被「告東尼獎」取代。
簡慧榆的師傅簡炳墀對此事十分傷感，他曾多次表示簡慧榆的離世是他唯一一次哭過，從此不再收納見習騎師，他又以簡慧榆的名義捐款，在內地建學校「江西省贛州市簡慧榆小學」來懷念她。
|               | 慧敏勤奮剛得真傳是眾徒之最 榆林長臥陰陽相隔乃為師至哀 |
| ——簡炳墀 敬輓 |                                                       |

### 潘迪生索償案
馬匹「健步如飛」的馬主潘迪生向香港高等法院提出民事訴訟，要求簡慧榆及香港賽馬會作出賠償。案件涉及在1998年5月3日「有線電視盃」的一場賽事，承保馬匹「健步如飛」的Lloyds保險公司，由潘迪生以馬主身份提出訴訟，涉案馬匹「健步如飛」是潘迪生在1996年以60萬美元購入。提訴方宣稱在1998年5月3日「有線電視盃」的一場賽事中，簡慧榆在策騎「真先」時向內斜跑干擾其他馬匹，而「健步如飛」在賽後被發現右前蹄受傷而需要人道毀滅，認為簡慧榆與馬會應就「健步如飛」受傷及人道毀滅負上疏忽責任及作出賠償，索償金額達360萬港元。此案成為香港賽馬史上首宗馬主因出賽馬匹受傷而向賽事中其他騎師及馬會要求索償的案件。
潘迪生為愛駒索償案（HCA20262/1998）於2002年3月4日開審，原訴由資深大律師芮安牟代表，馬會則由資深大律師霍兆剛辯護，期間傳召多位騎師及多名專家證人，包括1名英國馬會董事、2名獸醫及1位獸醫專家。由於簡慧榆已在1999年3月21日的墮馬意外中身故，因此賠償責任將主要由香港賽馬會承擔。馬會一方在訴訟中認為，提訴方未能充分證明答辯人要對馬主負責，法律概念上亦不能等同「不小心駕駛」的索償，並舉例說，世界一級方程式賽車冠軍賽車手舒密加在賽事中意外碰撞其他車，也未必有責任賠償給車隊。
主審法官石仲廉在2002年3月27日聽取控辯雙方的陳詞、專家證供及騎師馬佳善的供詞後，認為於簡慧榆在1998年5月3日「有線電視盃」賽事中策騎「真先」向內斜跑，屬於盡力執行練馬師的指示，為座騎「真先」爭取最佳位置，雖然她因判斷錯誤容許「真先」向內斜跑干擾其他馬匹而受罰，但馬會競賽董事小組當日研訊裁定簡慧榆「不小心策騎」並無錯誤，沒有理據藉此指控簡慧榆疏忽及要求賠償。至於提訴方聲稱潘迪生的馬匹「健步如飛」因為「真先」在首次轉彎時向內斜跑，干擾馬匹「創先鋒」及「中游福星」，而令「中游福星」左前蹄撞傷「健步如飛」右前蹄，法官表示此說法存疑，因為「健步如飛」在轉彎後仍如常奔跑至少八百米，到對面直路才失蹄，「健步如飛」有可能自己踢傷。法官石仲廉在判詞強調，若指騎師須對其他出賽馬匹受傷而負責賠償給馬主，必須先證明騎師做出完全違反正常競賽要求的行為，否則馬主應該承擔馬匹出賽受傷的自然風險，並直言「賽馬就是賽馬，所有參與者都要承受箇中責任以至利益。」因此裁定提訴方敗訴兼須付訟費。

## 軼聞
與簡慧榆在馬會騎術學校於1996至1997年度畢業，一同成為第16屆見習騎師的鄭昌達及莫振華兩人先後在20歲及39歲時同樣因墮馬離世。